# Мраморна тръстикова жаба
Мраморните тръстикови жаби (Hyperolius marmoratus) са вид земноводни от семейство Hyperoliidae.
Срещат се в източните и южните части на Южна Африка.
Таксонът е описан за пръв път от германския зоолог Вилхелм Рап през 1842 година.

## Подвидове
- Hyperolius marmoratus argentovittis
- Hyperolius marmoratus glandicolor
- Hyperolius marmoratus parallelus
- Hyperolius marmoratus rhodoscelis
- Hyperolius marmoratus taeniatus
- Hyperolius marmoratus verrucosus